# 御馬村
御馬村（おんまむら）は、愛知県宝飯郡にあった村。現在の豊川市の一部にあたる。

## 地理
御津山の南東、音羽川の河口付近に位置していた。
- 海洋：三河湾[2]

## 歴史
- 1889年（明治22年）10月1日、町村制の施行により、宝飯郡御馬村が単独で村制施行し、御馬村が発足[1][2]。大字は編成せず[2]。
- 1906年（明治39年）7月1日、宝飯郡御津村、佐脇村と合併し、御津村が存続して廃止された[1][2]。

### 地名の由来
朝廷などの牧場・御牧の馬を意味する御馬から出た地名と考えられる。

## 産業
- 農業、漁業[2]